# Landkreis Börde
Landkreis Börde  er en  landkreis i den vestlige del af  tyske delstat Sachsen-Anhalt. Den blev dannet ved en sammenlægning af Bördekreis og  Ohrekreis i forbindelse med Kreisreform Sachsen-Anhalt 2007.

## Geografi
Det er den arealmæssigt andenstørste landkreis i Sachsen-Anhalts ist landschaftlich vielfältig gegliedert. Det frugtbare landbrugsområde  Magdeburger Börde dækker hele den sydlige del af området , mens modpolen mod nord, den cirka 850 km² store Colbitz-Letzlinger Heide, på hvis sandede jorde der er store fyrreskove, men også Europas største samlede lindeskov på ca. 185 ha. Højeste punkt i området er den 211 meter høje Heideberg ved grænsen til Niedersachsen. Det store moseområde  Drömling er afvandet med talrige afvandingskanaler. I landkreis løber fra syd mod nord floden Aller) og dfra nord mod syd floden Ohre mens Bode strejfer den sydlige del af området. Den betydligste flod er dog  Elben, som afgrænser området mod øst.
Nabokreise:

Landkreisen ligger mod vest i Sachsen-Anhalt og grænser mod nord til Altmarkkreis Salzwedel og Landkreis Stendal, mod øst til Magdeburg og Landkreis Jerichower Land, mod syd til Salzlandkreis og  Landkreis Harz mod vest til Landkreis Helmstedt i Niedersachsen.

## Byer og kommuner
(indbyggertal pr. 31. december 2006) 
Enhedskommuner
1. Barleben (9.267)
2. Haldensleben, by (19.618)
3. Niedere Börde [Sitz: Groß Ammensleben] (7.680)
4. Sülzetal [hovedby: Osterweddingen] (9.814)

Forvaltningsfælleskaber med kommuner
* administrationsby
| - 1. Verwaltungsgemeinschaft „Börde“ Wanzleben 1. Bottmersdorf (728) 2. Domersleben (1.143) 3. Dreileben (597) 4. Eggenstedt (282) 5. Groß Rodensleben (1.097) 6. Hohendodeleben (1.813) 7. Klein Rodensleben (577) 8. Klein Wanzleben (2.470) 9. Seehausen, Stadt (1.892) 10. Wanzleben, Stadt * (5.294) - 2. Verwaltungsgemeinschaft Elbe-Heide 1. Angern (1.337) 2. Bertingen (197) 3. Born (239) 4. Burgstall (644) 5. Colbitz (3.419) 6. Cröchern (282) 7. Dolle (571) 8. Glindenberg (1.346) 9. Heinrichsberg (381) 10. Hillersleben (844) 11. Loitsche (679) 12. Mahlwinkel (613) 13. Neuenhofe (774) 14. Rogätz * (2.219) 15. Sandbeiendorf (280) 16. Wenddorf (117) 17. Zielitz (2.013) - 3. Verwaltungsgemeinschaft Hohe Börde 1. Ackendorf (418) 2. Bebertal (1.653) 3. Bornstedt (459) 4. Eichenbarleben (1.169) 5. Groß Santersleben (1.050) 6. Hermsdorf (1.601) 7. Hohenwarsleben (1.577) 8. Irxleben * (2.370) 9. Niederndodeleben (4.204) 10. Nordgermersleben (921) 11. Ochtmersleben (571) 12. Rottmersleben (749) 13. Schackensleben (715) 14. Wellen (1.267) | - 4. Verwaltungsgemeinschaft Flechtingen 1. Alleringersleben (449) 2. Altenhausen (369) 3. Bartensleben (344) 4. Beendorf (968) 5. Behnsdorf (657) 6. Belsdorf (196) 7. Böddensell (243) 8. Bregenstedt (549) 9. Bülstringen (788) 10. Döhren (220) 11. Eimersleben (480) 12. Emden (298) 13. Erxleben (1.300) 14. Eschenrode (174) 15. Everingen (184) 16. Flechtingen * (1.805) 17. Hakenstedt (577) 18. Hödingen (277) 19. Hörsingen (625) 20. Ivenrode (510) 21. Morsleben (348) 22. Ostingersleben (269) 23. Schwanefeld (287) 24. Seggerde (102) 25. Siestedt (588) 26. Süplingen (1.026) 27. Uhrsleben (476) 28. Walbeck (806) 29. Weferlingen, Flecken (2.313) - 5. Verwaltungsgemeinschaft Obere Aller 1. Barneberg (759) 2. Drackenstedt (427) 3. Druxberge (435) 4. Eilsleben * (2.221) 5. Harbke (1.878) 6. Hötensleben (2.650) 7. Marienborn (511) 8. Ovelgünne (430) 9. Sommersdorf (1.084) 10. Ummendorf (1.036) 11. Völpke (1.577) 12. Wefensleben (2.124) 13. Wormsdorf (549) | - 6. Verwaltungsgemeinschaft Oebisfelde-Calvörde 1. Berenbrock (284) 2. Bösdorf (461) 3. Calvörde, Flecken (1.777) 4. Dorst (174) 5. Eickendorf (200) 6. Etingen (512) 7. Grauingen (157) 8. Kathendorf (267) 9. Klüden (299) 10. Mannhausen (285) 11. Oebisfelde, Stadt * (7.295) 12. Rätzlingen (790) 13. Velsdorf (197) 14. Wegenstedt (398) 15. Wieglitz (191) 16. Zobbenitz (344) - 7. Verwaltungsgemeinschaft Oschersleben (Bode) 1. Altbrandsleben (347) 2. Hadmersleben, Stadt (1.845) 3. Hornhausen (1.711) 4. Oschersleben (Bode), Stadt * (17.394) 5. Peseckendorf (224) 6. Schermcke (633) - 8. Verwaltungsgemeinschaft Westliche Börde 1. Am Großen Bruch (1.654) 2. Ausleben (1.941) 3. Gröningen, Stadt * (4.067) 4. Kroppenstedt, Stadt (1.624) 5. Wackersleben (723) 6. Wulferstedt (844) - Verwaltungsgemeinschaft Modell Trägergemeinde: Verwaltungsgemeinschaft Wolmirstedt 1. Farsleben (966) 2. Wolmirstedt, Stadt * (10.369) |